# Let Aeroflot 892
Let Aeroflot 892 byl pravidelný osobní let z Minsku do Východního Berlína, který 12. prosince 1986 havaroval při přistání na letiště Berlín-Schönefeld kvůli chybě pilota. Z 82 osob na palubě zahynulo 72.

## Nehoda
Kvůli nepříznivým povětrnostním podmínkám muselo letadlo na pravidelné lince z Minsku do Berlína neplánovaně přistát v Praze. Poté, co se počasí zlepšilo, pokračovalo do Berlína. Podmínky nad cílovým letištěm však umožňovaly pouze přistání podle přístrojů. Řídící letového provozu navedl letadlo na ranvej 25L (levou), ale když letadlo nasadilo na přistání, rozsvítila se světla na dráze 25R, která procházela rekonstrukcí a byla uzavřena. Dispečer anglicky  varoval posádku letadla, že jde o test, ale kvůli nedostatečné jazykové zběhlosti posádky se navigátor domníval, že letadlo má přistát na dráze 25R. Pilot odpojil autopilota a s ručním řízením se chystal přistát na dráze 25R, která byla 460 m vpravo od dráhy 25L a o 2200 m blíže letadlu. Pozemní obsluha si chybu zaznamenala, ale varování kvůli diskusi v kabině zůstalo nepovšimnuto. Když pilot chybu zjistil, prudce změnil směr, zapnul autopilota, ale nezvýšil tah motorů. Letadlo ztratilo vztlak a zřítilo se do lesa asi 3 km před prahem dráhy 25L. Po dopadu se vzňaly pohonné hmoty. Záchranáři vyprostili dvanáct přeživších, ale dva z nich zemřeli později v nemocnici. Celkem přišlo o život všech devět členů posádky a 63 cestujících (v tom 20 ze 27 studentů třídy 10A střední školy ve Schwerinu).

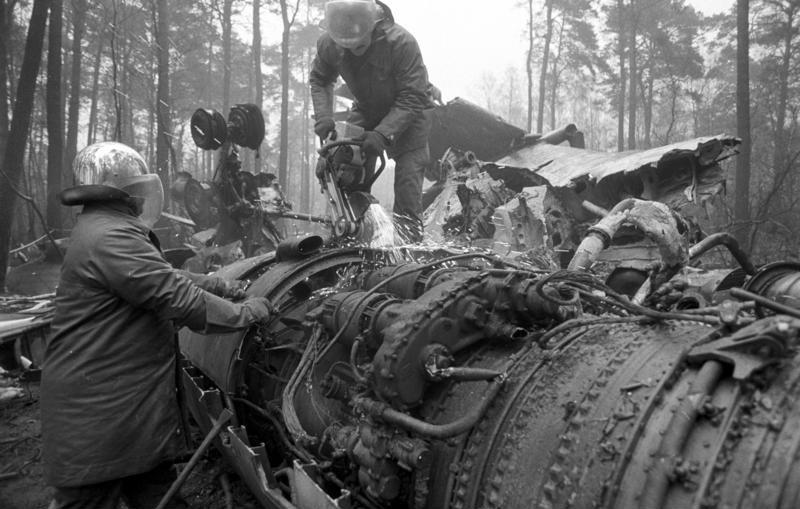
Rozebírání trosek na místě neštěstí